# Commissaire Magellan
Commissaire Magellan è una serie televisiva poliziesca francese, ideata da Laurent Mondy

## Descrizione
Protagonista delle vicende è Simon Magellan (Jacques Spessier), commissario di polizia a Saignac, che, vive solo con la figlia Cordelia (Marie de Stefano). A lui spetta il compito di risolvere i casi più intricati assieme ai suoi collaboratori, gli ispettor Selma Berarya.

## Cast
- Jacques Spiesser : Commissario Simon Magellan
- Nathalie Besançon : Florence Higel, journaliste
- Bernard Alane : Paul Gavrillac, Procuratore della Republica
- Smaïl Mekki : Nabil, chef di ristorante
- Maka Sidibé : Ispettor Jérôme Béziat (ep. 1 - 3)
- Moon Dailly : Ispettor Lucy Tran (ep. 4 - 9)
- Selma Kouchy : Ispettor Selma Berarya (ep. 10 - in corso)
- Flore Bonaventura : Juliette Magellan, figlia del Simon (ep. 1 - 9)
- Mathilde Colin : Juliette Magellan, figlia del Simon (ep. 10 - in corso)
- Lou Levy : Cordélia Magellan, figlia de Simon (ép. 1 - 9)
- Marie de Stefano : Cordélia Magellan, figlia del Simon (ep. 10 - in corso)

## Episodi
1. Roman noir
2. Théâtre de sang
3. Noces funèbres
4. Pur Sang
5. Mort subite
6. Un instant d'égarement
7. La Miss aux deux visages
8. Chasse gardée
9. Le Manoir maudit
10. Room service
11. Le Maître des illusiosn
12. Les Étoiles de Saignac
13. Chaud devant!
14. Reflets de cristal
15. Régime mortel
16. L'Épreuve du feu
17. Mort aux enchères
18. Radio Saignac
19. Grand Large
20. Jeu, set et meurtres
21. L'âge ingrat
22. Confession mortelle